# Ratchet & Clank Collection
Ratchet & Clank Collection — сборник ремастеров игр серии Ratchet & Clank. Сборник включает в себя 3 оригинальные игры для PlayStation 2: первую игру, Going Commando / Locked and Loaded и Up Your Arsenal, все в формате 720p с частотой 60 кадров в секунду, и включает поддержку стереоскопического 3D с частотой 30 кадров в секунду. Он также включает в себя поддержку многопользовательской игры в Up Your Arsenal через PlayStation Network. Работа многопользовательских серверов игры для PlayStation 3 была прекращена 15 февраля 2018 года. В сборник включён набор трофеев для каждой игры. Все игры в этом сборнике получили новый рейтинг E10+ по версии ESRB; изначально они имели рейтинг T, поскольку рейтинг E10+ не существовал на момент выхода этих игр на PlayStation 2.
Первоначально утечка информации о сборнике произошла на сайте Amazon France 2 марта 2012 года, и затем 15 марта 2012 года сборник был анонсирован компаниями Insomniac Games и Sony Computer Entertainment. Сборник был разработан компанией Insomniac Games совместно с Idol Minds. На территории Северной Америки игра была выпущена 28 августа 2012 года вместе с God of War Saga и inFamous Collection в составе линейки PlayStation Collections.
Порт сборника для PlayStation Vita был официально анонсирован 29 мая 2014 года и вышел 2 июля в Европе. Версия для Vita портирована компанией Insomniac Games совместно с Mass Media Inc. В Северной Америке издание вышло 29 июля 2014 года.
Первое издание Ratchet & Clank Collection получило в целом положительные отзывы. Коллекцию хвалили за качество стереоскопических 3D-режимов, но критиковали за устаревшую графику и отсутствие нового контента, особенно за не изменившийся уровень сложности. Версия для Vita получила смешанные отзывы. В то время как обозреватели хвалили плавную частоту кадров, технические проблемы подверглись серьёзной критике.

## Разработка
Основная игра и сюжет всех игр оригинальной трилогии остались неизменными в обновлённых версиях. В сборнике все три игры работают в формате 720p с дополнительной поддержкой стереоскопического 3D. Все три игры имеют фиксированную частоту кадров 60 кадров в секунду в обычном режиме, в то время как в режиме 3D игры работают со скоростью 30 кадров в секунду. В комплект также входит многопользовательская игра Ratchet & Clank: Up Your Arsenal (до восьми игроков) через PlayStation Network, а также полная поддержка трофеев.
Коллекция HD для серии Ratchet & Clank была впервые замечена 2 марта 2012 года, после того, как Amazon France разместила на своём веб-сайте коллекцию Ratchet & Clank HD, и это было официально подтверждено Sony 15 марта.
В состав североамериканской версии игры входит демо-версия игры Sly Cooper: Thieves in Time.

## Оценки
| Сводный рейтинг    | Сводный рейтинг            |
| Агрегатор          | Оценка                     |
| ------------------ | -------------------------- |
| GameRankings       | PS3: 83,80 % Vita: 81,00 % |
| Metacritic         | 83/100                     |
| Иноязычные издания |                            |
| Издание            | Оценка                     |
| Eurogamer          | 9/10                       |
| IGN                | 8,5/10                     |

Ratchet & Clank Collection получила в целом положительные отзывы. Средняя оценка на Metacritic составила 83 балла из 100, основанных на 40 обзорах, в основном положительных.
Обозреватель IGN оценил игру в 8,5 баллов из 10, особо отметив игровой процесс. Обозреватель также высоко оценил эффективное использование стереоскопического 3D, обеспечивающего более динамичный игровой процесс. В то же время игра вызвала некоторую критику за устаревшую графику низкого качества, а также за то, что она не предложила ничего нового.